# Spencer Davis
Spencer Davis wł. Spencer David Nelson Davies (ur. 17 lipca 1939 w Swansea, zm. 19 października 2020 w Los Angeles) – brytyjski piosenkarz, multiinstrumentalista, założyciel zespołu beatowego The Spencer Davis Group z lat 60.

## Życiorys
Urodził się w Swansea w południowej Walii 17 lipca 1939 roku. Jego ojciec był spadochroniarzem. W wieku sześciu lat rozpoczął naukę gry na harmonijce ustnej i akordeonie. W wieku 16 lat przeniósł się do Londynu i rozpoczął pracę w służbie cywilnej jako urzędnik w Post Office Savings Bank w Hammersmith, a następnie w HM Customs and Excise. W 1960 roku przeniósł się do Birmingham, aby wykładać język niemiecki na Uniwersytecie w Birmingham. W kręgach muzycznych Davis był później znany jako „profesor”.
Jego początki muzyczne to skiffle, jazz i blues. Artyści muzyczni, którzy wywarli wpływ na Davisa, to Big Bill Broonzy, Huddy Ledbetter, Buddy Holly, Davey Graham, John Martyn, Alexis Korner i Long John Baldry. W wieku 16 lat Davis był uzależniony od gry na gitarze i amerykańskiej muzyki rhythm and blues, która przedostała się przez Atlantyk. Mając niewiele okazji, aby posłuchać R&B w Południowej Walii, Davis uczestniczył w tylu lokalnych koncertach, ile było tylko możliwe. Z Billem Perksem (później znanym jako Bill Wyman) założył zespół zwany The Saints.
Kiedy Davis przeprowadził się do Birmingham jako student, często występował na scenie po zakończeniu dnia nauczyciela. Podczas pobytu w Birmingham, stworzył muzyczną i osobistą relację z Christine Perfect, która później zyskała sławę w Fleetwood Mac.

### Spencer Davis Group
W 1963 roku Davis udał się do Golden Eagle w Birmingham, aby zobaczyć zespół Muff Wood Jazz, tradycyjny zespół jazzowy z udziałem Muffa i nastolatka Steve’a Winwooda. Davis namówił ich, aby dołączyli do niego i perkusisty Pete’a Yorka jako kwartet rhythm and bluesowy. Davis grał na gitarze, wokalu i harmonijce ustnej, Steve Winwood na gitarze, organach i wokalu, Muff Winwood na basie i Pete York na perkusji. Przyjęli nazwę Spencer Davis Group, ponieważ Davis był jedynym, który lubił udzielać wywiadów prasowych. Grupa miała pierwsze hity w Wielkiej Brytanii z kolejnymi singlami w 1966 roku („Keep On Running” i „Somebody Help Me”). Steve Winwood śpiewał główny wokal we wszystkich hitach Spencer Davis Group aż do „I'm A Man” w 1967 roku.
Grupa Spencer Davis kontynuowała działalność po tym, jak Winwood odszedł i założył Traffic w kwietniu 1967 roku. Grupa nagrała dwa kolejne albumy przed rozpadem w 1969 roku. Kolejna wersja grupy z Davisem i Yorkiem pojawiła się w 1973 roku i rozpadła się pod koniec 1974 roku. Różne wcielenia zespołu odbyły trasę koncertową. w późniejszych latach pod kierunkiem Davisa.

### Kariera solowa
Po rozpadzie grupy Davis przeprowadził się do Kalifornii i nagrał album akustyczny z Peterem Jamesonem, "It's Been So Long", w połowie 1971 roku. Następnie wydał solowy album Mousetrap dla United Artists, wyprodukowany przez Sneaky Pete Kleinow i z jego udziałem. Żaden album nie sprzedawał się dobrze. Niedługo potem wrócił do Wielkiej Brytanii, założył nową grupę Spencer Davis i podpisał kontrakt z Vertigo Records. Ponadto Davis był dyrektorem w Island Records w połowie 1970 roku. Jako promotor Island Records, Davis współpracował z Bobem Marleyem, Robertem Palmerem i Eddiem And The Hot Rods, a także promował karierę solową byłego członka Spencer Davis Group, Steve’a Winwooda.
W 1993 roku Davis założył supergrupę Class Rock All-Stars. Opuścił grupę w 1995 roku, aby założyć World Classic Rockers z byłym basistą Eagles Randym Meisnerem, wokalistą Bobbym Kimballem i gitarzystą Dennym Laine.

### Późniejsze lata
Był honorowym członkiem i zwolennikiem nacjonalistycznej partii Walii Plaid Cymru. Od połowy lat siedemdziesiątych Davis mieszkał w Avalon na wyspie Catalina, małej wyspie na Pacyfiku u wybrzeży południowej Kalifornii. Latem 2012 roku Muzeum Wyspy Catalina gościło wystawę „Gimme Some Lovin”: The Spencer Davis Group ”, aby uczcić muzyczną karierę Davisa. Aby uzupełnić wystawę muzealną, w muzeum odbyło się również sympozjum na temat „The British Invasion”, w którym do Davisa w panelu dołączył m.in. Mickey Dolenz z The Monkees oraz koncert 4 lipca, w którym Davis śpiewał swoje hity z zespołem wspierającym o nazwie „The Catalina All Stars ”.
Zmarł na zapalenie płuc 19 października 2020 roku w wieku 81 lat.